# Diario proibito di un collegio femminile
Diario proibito di un collegio femminile (Horror Hospital) è un film del 1973 diretto da Anthony Balch.

## Trama
Jason, giovane musicista di rock psichedelico, in crisi creativa, decide di prendersi una vacanza. La "Vacanza per capelloni" a cui viene indirizzato, nasconde però un macabro tranello: la Brittlerhust Manor, non è affatto un luogo di rinvigorimento, ma una clinica in mano al folle Dottor Storm, un medico vittima di un grave incidente molti anni prima, ma che ha conservato la lucida follia necessaria per lobotomizzare individui, possibilmente giovani, per farne soldati di un suo esercito personale. A scoprire con lui l'orrore che la clinica nasconde, è Judy, una ragazza che ha conosciuto durante il viaggio, e che è arrivata a Brittlehurst Manor in cerca dell'ultima parente rimastale, la zia, assistente personale del Dottor Storm.
Dopo vari tentativi andati a vuoto, i due giovani riusciranno a fuggire e ad uccidere il folle chirurgo, grazie all'aiuto di un assistente nano di Storm, stanco dei maltrattamenti subiti dal proprio principale.